# Роберт Ковальський
Роберт Ентоні Ковальський (нар. 15 травня 1941) — американський логік і вчений, який провів більшу частину своєї кар'єри в Сполученому Королівстві.

## Освіта
Здобув освіту в Чиказькому університеті, Бріджпортському університеті (бакалавр в області математики, 1963), Стенфордському університеті (магістр у галузі математики, 1966), у Варшавському університеті та в Единбурзькому університеті (науковий ступінь у галузі комп'ютерних наук, 1970).

## Кар'єра
Був науковим співробітником в Единбурзькому університеті (1970–75) і в Імперському коледжі Лондона з 1975 року. У 1999 році став заслуженим професором. Незабаром приєднався до Американської асоціації з розвитку штучного інтелекту в 1991 році, Координаційного комітету штучного інтелекту в 1999 році, і асоціації обчислювальної техніки в 2001 році.
Свої дослідження Роберт почав в області автоматичного доведення, що реалізоване на програмному рівні. В основу покладено апарат математичної логіки. Тим не менш, він є найвідомішим за його внесок у розвиток логічного програмування, починаючи з процедурної інтерпретації Горна.
Він також розробив мінімальну модель семантики Горна з Маартен ван Емден. З Мареком Сергот, розробив обчислення подій і застосування логічного програмування для юридичного обґрунтування. і застосування логічного програмування для юридичних цілей. Разом з Фаріба Садрі, він розробив модель агента, в якому переконання представлені логічними програмами і мета представлена обмеженням цілісності.
Ковальський був одним з перших розробників абдуктивної логіки програмування, де логічні програми доповнені обмеженнями цілісності і з невизначеними, абдуктивними предикатами. Ця робота продемонструвала, що логіку для міркувань за замовчуванням можна розглядати як окремі випадки допущення на основі аргументації.

## Пролог
Розробка мови Prolog почалася в 1970 році Аланом Кулмерое і Філіпом Русселом. Вони хотіли створити мову, яка могла б робити логічні висновки на основі заданого тексту. Назва Prolog є скороченням від «PROgramming in LOGic». Ця мова була розроблена в Марселі в 1972 році. Принцип резолюції Ковальського здавався підходящою моделлю, на основі якої можна було розробити механізм логічних висновків. З обмеженням резолюції на диз'юнкт Горна уніфікація привела до ефективної системи, де непереборний недетермінізм оброблявся за допомогою процесу відкату, який міг бути легко реалізований. Алгоритм резолюції дозволяв створити виконувану послідовність, необхідну для реалізації специфікацій, подібних до наведеного вище відношенню.
Перша реалізація мови Prolog з використанням компілятора Вірта ALGOL-W була закінчена в 1972 році, а основи сучасної мови були закладені в 1973. Використання мови Prolog поступово поширювалося серед тих, хто займався логічним програмуванням, в основному завдяки особистим контактам, а не через комерціалізацію продукту. В даний час існує декілька різних, але досить схожих між собою версій. Хоча стандарту мови Prolog не існує, проте версія, розроблена в Единбурзькому університеті, стала найбільш широко використовуваним варіантом. Недолік розробок ефективних додатків Prolog стримував його поширення аж до 1980 року.

## Книги
- «Logic for Problem Solving», North Holland, Elsevier, 1979.
- «Computational Logic and Human Thinking: How to be Artificially Intelligent», Cambridge University Press, 2011.